# Zwart knuppeltje
Het zwart knuppeltje (Physocephala nigra) is een vliegensoort uit de familie van de blaaskopvliegen (Conopidae). De wetenschappelijke naam van de soort is voor het eerst geldig gepubliceerd in 1776 door De Geer.